# Sonzier
Das Dorf Sonzier liegt nahe dem Genfersee in einer Höhe von 580 bis 665 Meter über dem Meer am Südhang des Cubly über der Gorge du Chauderon bei Montreux, zu dem es auch gehört, im Schweizer Kanton Waadt. Sonzier verfügt über einen Haltepunkt an der Bahnstrecke Montreux–Lenk im Simmental zwischen Montreux und Montbovon, auf der die Züge der Montreux-Berner Oberland-Bahn verkehren.

## Wasserkraftwerk Sonzier
In Sonzier liegt ein Wasserreservoir, das von einer Gewichtsstaumauer aus Mauerwerk oder Beton, deren Höhe mit 8,5 oder zehn Metern angegeben wird, aufgestaut wird. Der Stausee wurde 1888 zur Stromversorgung der Strassenbahn Vevey-Montreux-Chillon-Villeneuve gebaut, die von 1888 bis in die 1950er Jahre entlang des Seeufers verkehrte. Diese Tramway war die erste elektrisch betriebene Bahn in der Schweiz. Das Reservoir hat einen Stauinhalt von zwei mal 2500 Kubikmetern.
Am 6. November 1888 um 5:00 Uhr morgens, sechs Monate nach Inbetriebnahme der Bahn, brach die Staumauer und verursachte eine Flutwelle, durch die es je nach Quelle fünf, sieben, neun oder dreizehn Todesopfer gab. Offenbar war die Konstruktion zu schwach und die Mauerung mangelhaft. Die Flutwelle habe eine Wirkung von 22'000 Pferdestärken (PS) entwickelt, heisst es in einer zeitgenössischen Quelle. Die Verantwortlichen wurden in der Folge über alle gerichtlichen Instanzen hinweg freigesprochen, die Gerichte übernahmen hierfür die Argumentation des Verteidigers: „Die Natur lässt sich ihre Geheimnisse nur gegen grosse Opfer entreissen“.
Das Kraftwerk Sonzier wurde wiederaufgebaut, hat heute eine Pelton-Turbine mit einer Gesamtleistung von 1,66 MW und produziert bei einer Fallhöhe von 378 Metern und einem Durchfluss von 500 Litern in der Sekunde eine mittlere Jahresstrommenge von 7,1 Millionen Kilowattstunden. Das Wasser wird außerdem als Trinkwasser genutzt.